# 酒井喜四
酒井 喜四（さかい きし、1901年4月25日 - 1974年7月1日）は、日本の官僚・実業家。
帝国石油総裁・社長を務めた。

## 来歴
北海道札幌市出身。1924年に東京帝国大学法学部を卒業し、農商務省に入省。商工事務官、商工省鉱山局燃料課長、燃料局第一部油政課長兼資源課長兼商工書記官、燃料局石油部長、札幌鉱山局長などを歴任。商工事務官時代に旧石油業法の起案に携わり、1934年の同法の成立に尽力した。1941年10月鉄鋼局長、1943年鉄鋼統制販売株式会社社長。戦後も商工省燃料局長を務めたが、1947年に退官。同年の第23回衆議院議員総選挙において北海道1区から立候補したが落選した。1948年に帝国石油総裁となり、1950年の民営化後も引き続き1952年まで社長を務めた。